# Dragons : Les Neuf Royaumes
Dragons : Les Gardiens du ciel
Dragons : Les Neuf Royaumes (DreamWorks Dragons: The Nine Realms) est une série d'animation américaine de la franchise Dragons.
La série est sortie sur Peacock et Hulu le 23 décembre 2021. En France, elle est diffusée le 3 février 2022 sur Okoo et sur France 4 dans Okoo depuis le 6 février 2023,.

## Synopsis
Dans le monde moderne (1 300 ans après les événements de Dragons 3 : Le Monde caché), une météorite a frôlé la terre et a engendré un énorme séisme provoquant une faille qui intéresse les scientifiques du monde entier dont la mère de Tom Kullersen. Tom est un jeune adolescent en quête d'aventure qui découvre un monde caché rempli de dragons et se lie d'amitié avec Tonnerre, un dragon égaré. Trois de ses amis découvrent à leur tour les dragons et se promettent de ne pas divulguer leur existence car, à la surface, on pourrait leur vouloir du mal.

## Personnages

### Protagonistes
- Tom Kullersen : un adolescent de 14 ans aventurier et généreux, il est le chef du Club Dragon. Dans la saison 5, il découvre qu'il est un descendant de Harold. Son dragon est Tonnerre, un Éclair Nocturne (un hybride entre un Furie nocturne et un Furie éclair).
- Jun Wong : Amie d'enfance de Tom qui aime les mythes et les histoires fantastiques. Son dragon s'appelle Wu et Wei.
- D'Angelo Baker : Le vétérinaire de l'équipe. Son dragon s'appelle Bissocorne.
- Alex Gonzalez : L'experte en technologie qui a des difficultés de sociabilité, qui ne va nulle part sans sa tablette. Son dragon s'appelle Panache.
- Eugène Wong : Grand frère de Jun, il rejoint le Club Dragon en dernier, après beaucoup de réticence des autres adolescents. Son dragon s'appelle Expertis.

### Personnages récurrents
- Olivia Kullersen : La mère de Tom et une géologue qui travaille pour le projet Icaris. Elle découvre l'existence des dragons à la fin de la saison 4.
- Leonard Burne dit Morceleur : Un bûcheron devenu chasseur de dragons et principal antagoniste de la série. Il commence à chasser les dragons après qu'un incendie de forêt ait brûlé son entreprise d'exploitation forestière, qu'il croit, à tort, avoir été déclenché par Tonnerre. Il découvre le Monde Caché dans le final de la saison 3, et finit par acquérir son propre dragon : un Tronçonnator nommé Old Jack.
- Wilma Sledkin : Une scientifique de Rakke Corp, arrogante et sournoise. Elle entretient une rivalité amère avec Olivia et tente souvent de discréditer son travail.
- Philip Baker : Père de D'Angelo et chef de la sécurité du projet Icaris.
- May Wong : Mère naine stricte de Jun et Eugène et directrice du projet Icaris.
- Angela Baker : La mère de D'Angelo, en fauteuil roulant, et l'infirmière en chef du projet Icaris.
- Hazel Gonzalez : Mère d'Alex et biologiste au projet Icaris.
- Carla Gonzalez : Mère d'Alex et biologiste des cavernes au projet Icaris.
- Linda : Technicienne au projet Icaris.
- Ford : Un bûcheron qui travaille pour Morceleur.
- Winston : Un bûcheron qui travaille pour Morceleur.
- Dood : Un bûcheron qui travaille pour Morceleur.

## Distribution

### Voix originales
- Jeremy Shada : Tom Kullersen
- Ashley Liao : Jun Wong
- Keston John : Phil Baker
- Aimee Garcia : Alexandra Gonzalez
- Lauren Tom : May Wong
- Marcus Scribner : D'Angelo Baker
- Julia Stiles : Olivia Kullersen
- D'Arcy Carden : Linda
- Vincent Tong : Eugene Wong
- Haley Joel Osment : Leonard Burne
- Carrie Keranen : Wilma Sledkin
- Pavar Snipe : Angela Baker
- Angelique Cabral : Hazel Gonzalez
- Justina Machado : Carla Gonzalez
- Al Rodrigo : Ford
- Christian Lanz : Winston
- Mark Mercado : Dood

### Voix françaises
- Jonathan Gimbord : Tom Kullersen
- Célia Asensio : Jun Wong
- Mohad Sanou : Phil Baker
- Gwenaëlle Jégou : Alexandra Gonzalez
- Natacha Muller : May Wong
- Geoffrey Loval : D'Angelo Baker
- Antoine Ferey : Leonard Burne / Morceleur
- Claire Beaudoin : Olivia Kullersen
- Lydie Muller : Linda
- Anatole Yun : Eugene Wong
- Nathalie Kanoui : Hazel Gonzalez
- Amélia Ewu : Carla Gonzalez
- Günther Germain : Dood

 Source et légende : version française (VF) sur RS Doublage

## Les Neuf Royaumes
La série se déroule proche du Monde Caché des dragons introduit dans le troisième film, au fil de cette dernière, on découvrira que le Monde Caché est divisé en plusieurs "royaumes" et durant la saison 7, le lien entre la mythologie Nordique et les "royaumes" sera confirmé.
À l'heure actuelle, 8 des 9 Royaumes ont été découverts dans la série :
- Le "Royaume Cristallin" : Premier royaume exploré par les héros, comme son nom l'indique cette zone du Monde Caché est parsemé de cristaux et structure cristallines, la plupart des dragons trouvables dans ce "royaume" sont de petite taille comme les Terreurs Terribles ou les Myg'Ailes mais on trouve aussi des dragons de taille moyenne comme les Pluméléon ou les Croque-cristaux. Son équivalent dans la mythologie nordique serait Álfheim.

- Le "Royaume des Ténèbres" : Second royaume découvert par nos héros lorsqu'ils recherchent Tonnerre qui a disparu à la fin de la saison 2, son exploration cependant sera plus mise en avant dans les dernières saisons car réside dans ce royaume le prédateur de tous les dragons : le Jörmungandr. Dans les autres espèces de dragons vivants dans ce "royaume", on retrouve les Bullicornes, les Myg'Ailes ou bien le Razolame. Son équivalent dans la mythologie nordique serait Helheim.

- Le "Royaume de Feu" : Troisième royaume découvert à la fin de la saison 2, son exploration oblige nos héros à créer un équipement ignifuge avec des mues et écailles de dragons, son environnement est composé de lacs de lave et de structures rocheuses élevées. L'espèce apex de ce royaume serait le Torchérasorus aile et ses Cracheurs de Flammes, les autres espèces trouvables dans ce "royaume" comportent le Cauchemar Monstrueux, les Gronks (d'une sous-espèce inédite), le Catastrophique Dévastair ou le Cracheur de Lave. Son équivalent dans la mythologie nordique serait Muspellheim.

- Le "Royaume des Glaces" : 4e royaume découvert en premier lieu par Morceleur à la fin de la saison 3, l'environnement de ce "royaume" est dominé par la neige (le sol en est recouvert, les arbres et les rochers sont gelés et des blizzards peuvent survenir à n'importe quel moment), son entrée n'est pas à la suite du royaume précédent comme les autres royaumes mais via une autre faille non loin du complexe ICARIS. Les espèces observables dans ce "royaume" sont les Vélocidards, le Tronçonnator, le Brumisatueur, le Bout de Neige ou le Yetiwing. Son équivalent dans la mythologie nordique serait Niflheim.

- Le "Royaume du Roi" : 5e royaume découvert à la fin de la saison 4 et royaume d'origine de Tonnerre, principalement montagneux et possédant un biome diversifié, il était à la base coupé des autres royaumes mais les événements au début de la série ont créé une faille permettant à diverses espèces de dragons de tenter de coloniser la zone. Normalement, la seule espèce trouvable dans ce royaume était les Éclairs Nocturnes, descendants de Krokmou mais depuis des espèces prédatrices comme les Rages des Neiges sont observables dans ce royaume, des preuves que des vikings ont vécu dans ce royaume ont été observées lorsque le Club des Dragons visite la tanière des Éclairs Nocturnes et trouve une salle de vie viking ainsi qu'une prothèse de jambe (semblable à celle d'Harold) mais surtout une représentation murale d'Harold, Astrid, leurs enfants et Krokmou. Le Royaume Nordique représenté était Asgard avant la sortie de la saison 8, il s'agirait plutôt de Midgard.

- Le "Royaume de la Nature" : 6e royaume découvert dans la saison 5, comme son nom l'indique, le biome de ce "royaume" se compose principalement de forêt/jungle et de diverses plantes comme des plantes carnivores géantes, les espèces trouvable en ce lieu sont des dragons arboricoles comme les Ouisticroc ou d'autres comme l'Efflaireuse ou le Dragon Vipère. Son équivalent nordique serait Vanaheim.

- Le "Royaume des Géants" : 7e royaume découvert dans la saison 6, son nom vient du faite que les personnes entrant dans ce "royaume" se sentent minuscules car il entre dans une espèce de jardin avec des insectes géants et bien sûr des dragons titanesques comme l'Artillerie ou bien l'Octopik, deux espèces marines, mais on touve également des dragons "classiques", comme l'Agrippemort. Son équivalent nordique serait Jotuheim.

- Le "Royaume Désertique" : 8e royaume découvert au début de la saison 7, c'est un immense désert jonché de constructions en verre créé par le Souffleur de Verre un dragon dont l'apparence rappelle les trolls nordiques, c'est après la découverte de ce royaume que le groupe se rend compte que la mythologie nordique des 9 royaumes de l'arbre monde correspond en fait au Monde Caché, faisant du royaume désertique la représentation de Svartalfheim (il y a cependant une erreur dans l'épisode, le groupe dit qu'ils ont trouvé 7 Royaumes sur les 9 alors qu'ils en ont trouvé 8, cela peut s'interpréter comme quoi ils ne considéraient pas le Royaume des ténèbres comme un Royaume).
- Le "Royaume des Dieux" est donc le 9e et dernier royaume découvert, découvert dans la saison 8, il représente donc Asgard. Celui-ci est composé de cristaux de Dragonite, qui, protégés par des Croque-cristaux verts, oxygènent tout les Royaumes à l'aide du cœur de Dragonite, une orbe entre 3 piliers au dessus d'un précipice, dans lequel vit le Gem Blaster, qui le maintien allumé, et permet au monde des dragons de rester en vie.

## Nouvelles Espèces de Dragons
- Le Bout de Neige : Un dragon classé comme médium bien que ce dernier soit légèrement plus petit que les autres dragons de taille médium, c'est un Enflammé vivant dans le "Royaume des Glaces", son apparence est proche de la wyverne, il vole peu mais est un excellent grimpeur.
- Le Brumisatueur : Un dragon de la classe des Marins (Tidal) médium bicéphale (possède deux têtes), une génère une brume froide capable de créer des structures gelées tandis que l'autre génère une brume bouillante, la combinaison des deux peut provoquer des explosions, l'espèce étant moitié amphibie, elle ne supporte pas vraiment les hautes températures. Il peut arriver que le Brumisatueur ne puisse plus générer sa brume, il doit alors se rendre sur un volcan gelé du "Royaume des Glaces" où une version Titanaile l'aidera à régénérer son souffle. Le dragon de Jun, Wu & Wei, est un Brumisatueur.
- Les Bullicornes : De petit dragons de la classe des Enflammés (Stoker), ils ont une apparence mignonne mais sont sacrément belliqueux s'ils sont contrariés, ils peuvent générer des pointes rétractables et produisent des bulles enflammées du bout de leur corne centrale.
- Les Cracheurs de Flammes : Des dragons de la classe des Enflammés (Stoker) ressemblant à des hyènes, toujours en groupe, ils sont agressifs et territoriaux, ils suivent les ordres du Torchérasorus aile qui est leur alpha.
- Le Cracheur de Lave : Un dragon médium de la classe des Enflammés ressemblant à un cochon ou un sanglier, il est facilement reconnaissable car il passe son temps à régurgiter ou baver du magma de sa gueule.
- Le Croc des Profondeurs : Un dragon gigantesque de la classe des Marins (Tidal) qui ressemble à croisement avec un requin pèlerin et une raie manta, même si sa taille le rend effrayant, cette espèce de dragon n'est pas vraiment agressive sauf si on touche à ses réserves de nourriture qui sont principalement des lucioles.
- Le Croque-cristaux : Un dragon médium de la classe Traqueur, son dos ressemble au dos d'un scarabée et son front est orné d'une structure cristalline formant une corne, le Croque-cristaux se nourrit des cristaux du Royaume Cristallin, se déplace en groupe et sont extrêmement territoriaux même envers leur propre espèce. Bissocorne, le dragon de D'Angelo, est une Croque-cristaux.
- Le Deadly Spinner : Un dragon de la classe mystérieux de taille médium reconnaissable par ses trois paires de pattes, de sa paire de bras et de sa corne nasale, malgré son apparence, le Deadly Spinner est très docile, cherchant à se faire des amis et ne semble pas effrayé par les humains, il génère un souffle se transformant en toile solide. Il peut aussi faire des farces à d'autres dragons ou humains. Le dragon d'Eugene Wong, Expertis, est un Deadly Spinner.
- L'Efflaireuse : Un dragon Traqueur de taille médium reconnaissable avec son museau en forme de groin, son sens de l'odorat est très développé mais possède une très mauvaise vision, l'espèce est herbivore et se comporte comme certains oiseaux.
- Le Gem Blaster : Un dragon mystérieux qui protège le Royaume des Dieux, et permet au Monde Caché de survivre. Celui-ci est reconnaissable par sa taille imposante, son teint gris avec des cornes et les cristaux de Dragonites parsemant son dos.
- Le Grignobois : Un petit dragon de la classe des Aiguisés qui semble avoir les caractéristiques des lézards, des rats et des castors, cette espèce est l'une des rares espèces sans ailes (comme l'Octopiq, le Souffleur de Verre, le Vélocidard et l'Incrusquatteur) sauf pour leur reine qui est la seule à avoir des ailes.
- Jörmungandr : Un dragon titanesque de la classe Mystère, le livre des dragons le considère comme l'espèce apex prédatrice de dragons, à un moment donné dans le passé, Harold a réussi à enfermer Jörmungandr dans une cage au plus profond du "Royaume des Ténèbres" qui ne peut être ouverte que par le museau d'un dragon de type Furie (un Éclair Nocturne peut fonctionner étant le descendant de deux types de dragons Furies). À la fin de la saison 7, le dragon est libéré et commence à ravager le Monde Caché. Son apparence rappelle un croisement entre une anguille et un cobra royal, il possède une mâchoire triple comme le Catastrophique Dévastair et il dévore les autres dragons.
- Le Myg'Aile : Un petit dragon de la classe Mystére ressemblant à une araignée avec des ailes, son souffle projette une toile très solide. Une fois accroché à une proie, il est très difficile de l’enlever, le Spiderwing travaille en groupe pour piéger des proies plus imposantes et protéger leur nid.
- L'Octopiq : Un dragon titanesque de la classe des Marins (Tidal) vivant dans le "Royaume des Géants", ressemblant à un croisement entre un crocodile et un barracuda, sa queue se compose de huit tentacules comme ceux d'une pieuvre, malgré sa taille, l'Octopiq ne semble pas être une espèce agressive et peut être la proie du dragon Artillerie. L'Octopiq peut générer de l'encre comme un poulpe pour se cacher. Une fois sa confiance gagnée, il aidera ceux qui l'ont aidé.
- Le Ouisticroc : Un petit dragon Traqueur arboricole qui travaille en groupe pour récolter les choses qui les intéressent. Il possède une queue préhensile extensible.
- Le Pluméléon : Un dragon de la classe des Mystérieux de taille médium, également connu sous le nom de Plumide, sa queue se termine par un éventail de plume et possède une crinière rappelant des plumes, ce dragon est capable de se rendre invisible et ne génère pas un souffle mais un cri sonique. En période de mue, les Pluméléons deviennent agressifs et entrainent tous les membres de leur espèces dans leur nid, leur apparence les fait ressembler à des dragons zombies. Panache, le dragon d'Alex, est un Pluméléon.
- Le Souffleur de Verre : Un grand dragon de la classe Traqueur vivant dans le "Royaume Désertique", ressemblant à un troll nordique ou a une hyène, c'est une espèce territoriale. Le Souffleur de Verre génère une flamme très chaude capable de changer rapidement le sable en pilier de verre.
- Le Torchérasorus aile : Un dragon titanesque de la classe des Enflammés dirigeant les Cracheurs de Flammes, l'espèce est très agressive et surtout envahissante, le Torchérasorus aile tente d'envahir à deux reprises le "Royaume Cristallin" durant la série avant d'être repoussé par le Tornade Sismique, il tente aussi d'envahir le "Royaume des Glaces" mais étant sensible au froid extrême, il renoncera. Sa dernière apparition se fera dans la saison 7 où il sera trainé dans la cage de Jörmungandr par ce dernier avant d'être supposément dévoré par ce dernier. Morceleur arrivera à entrainer le Torchérasorus aile grâce à son sifflet.
- Le Tornade Sismique : Un dragon titanesque de la classe des Rocailleux (Boulder) aussi connu sous le nom de Morte-Faille, cette espèce de dragon est connue pour creuser la roche avec son souffle enflammé en tournant sur lui-même, vivant au plus profond du Monde Caché, il est pratiquement aveugle et réagit aux sons. Il est assez fort pour rivaliser avec d'autres dragons titanesques comme le Torchérasorus aile.
- Le Yetiwing : Un dragon médium de la classe Mystère dont l'apparence lorsqu'il se tient sur ses pattes arrière et cache ses ailes rappelle le Yéti, ce dragon traque les autres espèces de dragon avant de les dévorer.

## Épisodes

### Saison 1 (2021)
| Numéro de l'épisode | Titre français        | Titre original   | Résumé | Première diffusion | Première diffusion |
| ------------------- | --------------------- | ---------------- | --- | ------------------ | ------------------ |
| 1                   | Premier vol           | First Flight     | Tom, un adolescent aventureux déménage avec sa mère dans une région exotique où il se lie d'amitié avec un groupe d'enfants. Un jour, alors qu'ils explorent une fissure apparue dans la roche, ils y découvrent un dragon. | 23 décembre 2021   | 3 février 2023     |
| 2                   | Premier vol           | First Flight     | Tom se prend d'amitié pour le dragon. Bientôt, il découvre que son nouvel ami n'est pas seul. Tout le peuple dragon semble s'être réfugié dans la fissure.                                                                  | 23 décembre 2021   | 3 février 2023     |
| 3                   | Un trou nouveau monde | A Hole New World | Tom et Jun rencontrent des dangers inattendus et sont séparés alors qu'ils explorent le royaume caché des dragons ; Jun se lie d'amitié avec le dragon Wu et Wei.                                                           | 23 décembre 2021   | 3 février 2023     |
| 4                   | Le Club Dragon        | Dragon Club      | Tom et Jun prennent un risque en révélant le secret du Royaume caché à D'Angelo pour aider un dragon blessé ; D'Angelo se lie d'amitié avec Bissocorne.                                                                     | 23 décembre 2021   | 3 février 2023     |
| 5                   | Panache               | Featherhide      | Tom et les autres débattent de la façon de garder les dragons secrets tandis qu'un jeune dragon turbulent et camouflé se lâche dans le complexe et noue une amitié avec une Alex réticente.                                 | 23 décembre 2021   | 3 février 2023     |
| 6                   | Tornade sismique      | Fault Ripper     | Tom et le gang tentent de sauver la station ICARIS lorsqu'elle se révèle être en danger à cause d'un monstrueux dragon provoquant un tremblement de terre appelé Tornade Sismique.                                          | 23 décembre 2021   | 3 février 2023     |

### Saison 2 (2022)
| Numéro de l'épisode | Titre français      | Titre original        | Résumé | Première diffusion | Première diffusion |
| ------------------- | ------------------- | --------------------- | --- | ------------------ | ------------------ |
| 1                   | Les bullicornes     | Uniconned             | Jun enfreint les règles en faisant sortir un petit et adorable dragon du "Royaume Cristallin" et en le ramenant à la maison, mais son frère aîné Eugene arrive pour surveiller chacun de ses mouvements. | 5 mai 2022         | 3 février 2023     |
| 2                   | Le cracheur de lave | Magma Breather        | Tom doit distraire sa mère pendant que Jun, Alex et D'Angelo utilisent un nouveau dragon pour fermer une grotte menant au "Royaume Cristallin".                                                          | 5 mai 2022         | 3 février 2023     |
| 3                   | Les dragons zombies | Dragons of the Undead | Lorsque Panache est capturée par un groupe de ce qui semble être des dragons zombies, Alex trouve le héros qui sommeille en elle et sauve son amie.                                                      | 5 mai 2022         | 3 février 2023     |
| 4                   | Le déluge           | Downpour              | Tom et Tonnerre entraînent une nouvelle espèce de dragons Marins agressifs pour aider les autres cavaliers à éteindre un incendie de forêt menaçant ICARIS.                                              | 5 mai 2022         | 3 février 2023     |
| 5                   | Maudite toile       | The Tangled Web       | Tom et D'Angelo doivent s'unir pour aider Alex et Jun à échapper aux griffes des Myg'Ailes. | 5 mai 2022         | 3 février 2023     |
| 6                   | Suis l'éclair !     | Follow the Lightning  | Tom et les cavaliers partent à la recherche de Tonnerre et affrontent de dangereux dragons pour retrouver leur ami perdu ; en chemin, Tom révèle son grand secret à D'Angelo et Alex.                    | 5 mai 2022         | 3 février 2023     |
| 7                   | Suis l'éclair !     | Follow the Lightning  | Tom et les cavaliers aident Tonnerre, qui cherche à se venger du dragon qui a chassé sa famille. | 5 mai 2022         | 3 février 2023     |

### Saison 3 (2022)
| Numéro de l'épisode | Titre français                      | Titre original             | Résumé | Première diffusion | Première diffusion |
| ------------------- | ----------------------------------- | -------------------------- | --- | ------------------ | ------------------ |
| 1                   | Sauve qui feu                       | Fire Escape                | Tom élabore un plan peu orthodoxe en utilisant un Cauchemar Monstrueux pour tester la nouvelle combinaison anti-feu d'Alex, mettant ainsi en danger le secret des dragons.                                                     | 18 août 2022       | 3 février 2023     |
| 2                   | Entre dragonniers                   | Ride or Die                | Après une dispute avec sa mère, Jun rejoint Tom dans une aventure dans le Royaume du Feu, où sa connaissance des mythes sauve la situation.                                                                                    | 18 août 2022       | 3 février 2023     |
| 3                   | Celui qui manque à l'appel          | Empty Fireworm Nest        | Lorsqu'un petit dragon Verenflamme arrive à ICARIS, Alex doit choisir entre l'excitation de sa mère et garder le dragon secret.                                                                                                | 18 août 2022       | 3 février 2023     |
| 4                   | Docteur Catastrophe                 | Dr. Catastrophe            | Lors d'une tentative de rapatriement des Gronks de feu dans leur royaume d'origine, D'Angelo leur donne accidentellement des œufs de Catastrophique Dévastair.                                                                 | 18 août 2022       | 3 février 2023     |
| 5                   | Comme un air de famille             | It Flies in the Family     | Au grand dam de Jun, Eugene découvre enfin le secret des dragons et demande à devenir un Cavalier, mais il doit se lier avec un dragon avant d'être admis dans le groupe.                                                      | 18 août 2022       | 3 février 2023     |
| 6                   | Quand le magma remonte à la surface | Magma Comes to the Surface | Lorsque les Cavaliers découvrent qu'un Cracheur de Lave est très malade, la seule façon pour eux d'aider est de faufiler l'énorme et lourd dragon dans l'infirmerie ICARIS sans se faire attraper par aucun des scientifiques. | 18 août 2022       | 3 février 2023     |
| 7                   | Le Torchérasorus aile               | The Sky Torcher            | Le Torchérasorus aile et les Cracheurs de Flammes envahissent le "royaume cristallin" ; Tom doit vaincre ses démons et se lier avec le Tornade Sismique pour vaincre le Torchérasorus aile.                                    | 18 août 2022       | 3 février 2023     |

### Saison 4 (2022)
| Numéro de l'épisode | Titre français         | Titre original          | Résumé | Première diffusion | Première diffusion |
| ------------------- | ---------------------- | ----------------------- | --- | ------------------ | ------------------ |
| 1                   | Grand froid            | Cold Open               | Les Cavaliers découvrent un tout nouveau royaume de glace ; Une fois à l'intérieur, ils rencontrent Morceleur, qui prétend être un randonneur blessé alors qu'il tente de capturer Tonnerre sans que les Cavalier découvrent sa véritable identité. | 17 novembre 2022   | 3 février 2023     |
| 2                   | En terre inconnue      | Uncharted Territory     | Alex et Eugene se retrouvent en désaccord avec Tom et leurs camarades dragonniers lorsque Panache et Expertiss disparaissent lors d'une tempête de neige dans le "royaume des glaces".                                                              | 17 novembre 2022   | 3 février 2023     |
| 3                   | L'ascension sur Gelcan | Journey to the Snowcano | Jun a du mal à convaincre Tom de faire confiance à sa foi dans les mythes du Livre des Dragons lorsqu'ils s'aventurent dans un nouvel endroit. | 17 novembre 2022   | 3 février 2023     |
| 4                   | Le leurre              | The Decoy               | Eugene remet en question les capacités de leadership de Tom lorsque les décisions de Tom conduisent à l'échec alors qu'il tente d'affronter Morceleur.                                                                                              | 17 novembre 2022   | 3 février 2023     |
| 5                   | Les Éclairs-Nocturnes  | The Night Lights        | Tom et Tonnerre découvrent un bébé Éclair Nocturne et doivent trouver un moyen de le ramener dans son royaume d'origine ; les choses sont compliquées par la découverte d'un clan de dragons qui ne font pas confiance aux humains.                 | 17 novembre 2022   | 3 février 2023     |
| 6                   | Les Éclairs-Nocturnes  | The Night Lights        | Tom et les Cavaliers jurent d'aider Tonnerre à affronter le dangereux dragon qui a attaqué le "Royaume du Roi" : un Rage des Neiges féroce et imprévisible qui a quitté le "Royaume des Glaces".                                                    | 17 novembre 2022   | 3 février 2023     |

### Saison 5 (2023)
| Numéro de l'épisode | Titre français                                  | Titre original                            | Résumé | Première diffusion | Première diffusion |
| ------------------- | ----------------------------------------------- | ----------------------------------------- | --- | ------------------ | ------------------ |
| 1                   | Qui s'y frotte s'y brûle                        | Punishment and Torcher                    | Tom est puni pour avoir menti à sa mère à propos des dragons. Alors qu'il est coincés chez eux, les Cavaliers ont besoin d'aide dans le monde caché. Tom doit trouver un moyen d'aider ses amis sans avoir plus de problèmes. | 2 mars 2023        | 23 novembre 2023   |
| 2                   | Bienvenue dans le monde merveilleux des dragons | Welcome to the Wonderful World of Dragons | Afin de convaincre sa mère que le Monde Caché n'est pas dangereux, Tom orchestre une visite « en toute sécurité » des Royaumes.                                                                                               | 2 mars 2023        | 23 novembre 2023   |
| 3                   | Le vol de Ouistitroc                            | Barrel of Vine Tails                      | Une nouvelle race de dragons espiègles vole le Livre des Dragons et les Cavaliers doivent trouver un moyen de le récupérer.                                                                                                   | 2 mars 2023        | 23 novembre 2023   |
| 4                   | Attirance olfactive                             | Scent of a Dragon                         | Lorsqu'Eugène est capturé par un dragon, les Cavaliers doivent travailler ensemble pour le sauver de son nid. | 2 mars 2023        | 23 novembre 2023   |
| 5                   | Attention à la piqûre !                         | Sting It On!                              | Tom doit sauver sa mère du monde caché lorsqu'elle part l'explorer seule et rencontre un groupe de dangereux Vélocidards. | 2 mars 2023        | 23 novembre 2023   |
| 6                   | Face au froid                                   | Deep Freeze                               | Lorsqu'un gel profond met en danger la vie de tous les habitants de Rakke-ville, les Cavaliers doivent tenter d'utiliser leurs dragons pour permettre à tout le monde de passer la nuit sans être vus.                        | 2 mars 2023        | 23 novembre 2023   |

### Saison 6 (2023)
| Numéro de l'épisode | Titre français             | Titre original             | Résumé | Première diffusion | Première diffusion |
| ------------------- | -------------------------- | -------------------------- | --- | ------------------ | ------------------ |
| 1                   | Des dragons partout !      | Dragons Everywhere!        | Tom lutte sous la pression d'être le nouveau « Chuchoteur de dragons » de Rakke-Ville ; Tonnerre saisit l'occasion pour l'aider. | 15 juin 2023       | 23 novembre 2023   |
| 2                   | Cas de force majeure       | Break in Case of Emergency | Lorsque les parents partent pour la nuit et disent aux cavaliers de ne pas faire remonter les dragons à la surface pendant leur absence, D'Angelo et Eugene se retrouvent enfermés dans le hangar (avec les dragons !) après qu'Eugene ait déclenché un verrouillage de sécurité. | 15 juin 2023       | 23 novembre 2023   |
| 3                   | Ni vu, ni connu            | Undercover                 | Jun forme une connexion improbable avec Sledkin. | 15 juin 2023       | 23 novembre 2023   |
| 4                   | Sous contrôle              | Webs' Masters              | Le lien d'Eugene avec Expertiss est mis à l'épreuve lorsque Expertiss quitte le groupe pour une meute d'Agrippemorts. | 15 juin 2023       | 23 novembre 2023   |
| 5                   | La surveillance de Sledkin | Sledkin Stakeout           | Tom tente de prouver que Sledkin a provoqué une explosion qui a blessé un dragon dans le monde caché. | 15 juin 2023       | 23 novembre 2023   |
| 6                   | L'empoisonneur             | Poison Control             | Lorsque les dragons sont victimes des fléchettes empoisonnées de Morceleur, D a du mal à garder la tête froide et à trouver un remède pendant que les autres paniquent. | 15 juin 2023       | 23 novembre 2023   |
| 7                   | En eaux profondes          | In Too Deep                | Tom et les cavaliers « empruntent » la bathysphère pour sauver un dragon des profondeurs de la mer du "royaume des géants". | 15 juin 2023       | 23 novembre 2023   |

### Saison 7 (2023)
| Numéro de l'épisode | Titre français                 | Titre original                        | Résumé | Première diffusion | Première diffusion |
| ------------------- | ------------------------------ | ------------------------------------- | --- | ------------------ | ------------------ |
| 1                   | La guérison de Globs           | Hobs and Saw!                         | Lorsque Phil menace de fermer le nouvel hôpital des dragons de D'Angelo et d'interdire les dragons d'ICARIS, D'Angelo et un petit Globegobeur tentent de le faire changer d'avis.                                                                     | 14 Septembre 2023  | 10 Février 2023    |
| 2                   | Elans du cœur                  | Hearts of Heroes                      | Alors que Tom a du mal à admettre ses sentiments pour Jun, le couple se retrouve piégé dans un arbre géant avec une colonie anxieuse de dragons Grignobois.                                                                                           | 14 Septembre 2023  | 10 Février 2023    |
| 3                   | Cœur de Verre                  | Heart of Glass                        | Tonnerre doit se battre et diriger les autres Dragons dans une tentative désespérée de sauver Tom et les Cavaliers d'un nouveau dragon dangereux, le Souffleur de Verre.                                                                              | 14 Septembre 2023  | 10 Février 2023    |
| 4                   | Dans les cartes                | In the Cards                          | Jun fait une lecture de tarot pour l'équipe et elle interprète que cela signifie que les Cavaliers vont se dissoudre ; Jun force le groupe à rester ensemble à tout prix alors qu'ils recherchent un dragon qui a franchi la barrière de Rakke-Ville. | 14 Septembre 2023  | 10 Février 2023    |
| 5                   | Eugene et son équipe épique    | Eugene's Lean Mean Extreme Dream Team | Les Cavaliers de Dragons étant dissous, Eugene tente de guérir son ennui en enrôlant d'autres membres d'ICARIS pour rejoindre son nouveau club de dragons.                                                                                            | 14 Septembre 2023  | 10 Février 2023    |
| 6                   | A la recherche d'Alex          | 404 Alex Not Found                    | Ayant besoin de passer du temps seule, Alex se dirige seule vers le monde caché pour essayer de trouver un endroit loin du reste des Dragonniers ; elle finit par être capturée par Morceleur.                                                        | 14 Septembre 2023  | 10 Février 2023    |
| 7                   | Jörmungandar, le Serpent-monde | Rise of Jörmungandr                   | Tom et les Dragonniers doivent surmonter leurs différences alors qu'ils courent pour trouver un dragon insaisissable et dangereux dans le "Royaume des Ténèbres" avant que Morceleur ne puisse l'atteindre.                                           | 14 Septembre 2023  | 10 Février 2023    |

### Saison 8 (2023)
| Numéro de l'épisode | Titre français               | Titre original            | Résumé | Première diffusion | Première diffusion |
| ------------------- | ---------------------------- | ------------------------- | --- | ------------------ | ------------------ |
| 1                   | Comment dresser Jormungandar | How to Train Jörmungandr  | Tom tente de vaincre le Serpent-Monde en imitant Harold. | 14 décembre 2023   | 10 Février 2024    |
| 2                   | L'adoption cache-cache       | The Great Foster Fake-out | Tom et les Dragonniers accueillent des dragons du monde caché dans Rakke-Ville, mais les choses se compliquent lorsque M. Rakke fait une visite surprise.                                                                                 | 14 décembre 2023   | 10 Février 2024    |
| 3                   | Science vs Nature            | Science vs Nature         | Les Dragonniers font appel à Carla et Hazel et à leurs connaissances scientifiques pour les aider à se préparer à une mission visant à neutraliser Jörmungandar afin qu'ils puissent le ramener dans sa cage et l'enfermer à l'intérieur. | 14 décembre 2023   | 10 Février 2024    |
| 4                   | Des monstres et des dieux    | Of Gods and Monsters      | Tom et les Dragonniers doivent sauver Bissocorne de Sledkin lorsqu'elle l'enlève pour l'aider à trouver le royaume des dieux et le cristal qu'elle cherche.                                                                               | 14 décembre 2023   | 10 Février 2024    |
| 5                   | Ragnarok : Partie 1          | Ragnarok: Part 1          | L'excès de confiance de Tom se transforme en frustration puis en désespoir alors qu'il lutte pour se procurer les ingrédients pour le Gronk dans l'espoir de construire un piège pour arrêter Jörmungandar                                | 14 décembre 2023   | 10 Février 2024    |
| 6                   | Ragnarok : Partie 2          | Ragnarok: Part 2          | Après qu'une erreur de calcul majeure de Tom ait mis le sort des royaumes en péril, les Dragonniers se rassemblent pour affronter Jörmungandar.                                                                                           | 14 décembre 2023   | 10 Février 2024    |

## Production
La série a été annoncée le 13 octobre 2021. La série a été diffusée sur Peacock et Hulu le 23 décembre 2021, la saison 1 contenant six épisodes de 22 minutes chacun. La série a pour vedette Jeremy Shada. Elle est produite par les producteurs John Tellegen, Chuck Austen et Henry Gilroy.
La saison 2 est sortie le 5 mai 2022. La saison 3 est sortie le 18 août 2022. La saison 4 est sortie le 17 novembre 2022. La saison 5 est sortie le 2 mars 2023. La saison 6 est sortie le 15 juin 2023. La saison 7 est sorti le 14 septembre 2023. Une 8ème et dernière saison est sortie le 14 Décembre 2023.

## Erreurs et incohérences
La série a reçu des critiques de la part de certains fans, notamment pour son budget limité, mais également pour ses très nombreuses incohérences :
- La série sous-entend qu'Harold est retourné dans le Monde Caché finir sa vie, et a également écrit un nouveau livre des Dragons. Cela va à l'encontre du troisième opus de la saga, où il quitte les dragons par respect, attendant que l'humanité soit prête à les recevoir.
- La série se déroule à l’époque moderne et prétend se situer 1 300 ans après les films, qui doivent donc se dérouler au 8ème siècle. Or, il est officiellement établi qu'ils se passent au 11ème siècle de notre ère.
- Le Monde Caché n'est pas le même du film, et celui-ci est "vide", sans place pour tous les dragons du monde, qui représentent plus d'une centaine d'espèces. Cela pourrait s'expliquer par le budget restreint de la série.
- Les Velocidards semblent avoir évolué dans un sens contraire à la logique évolutionnelle, passant de dragons vivant par plusieurs dizaines en meute, ne ratant jamais leur cible et avec un venin paralysant leur victime pour plusieurs jours en quelques secondes dans Dragons : Par delà les Rives, à des groupes de 3 à 7 dragons avec une visée bien inférieure à celle des séries précédentes, se touchant entre eux lors de chasse et paralysant pour moins d'une heure, avec un temps pour paralyser la cible alternant entre 10 secondes à plusieurs minutes, celui-ci variant fortement selon les épisodes. Toutefois, avec l'absence de prédateur, il est possible que la dérive génétique soit arrivé à ce résultat.
- Certains Dragons, comme le Yetiwing ou le Gem Blaster, mais également un des dragons des protagonistes, le Deadly Spinner, ne sont jamais nommés, et ne possèdent pas de traductions.
- Les héros sont capables de trouver et nommer les dragons avec leurs vrais noms dénommés par les vikings, avant même de posséder le livre des dragons, qui répertorie leurs noms, et leurs caractéristiques.
- Les dragons ne possèdent une limite de tir seulement dans deux épisodes dans la première et deuxième saisons, pour permettre à Alex et Panache de montrer qu'ils savent se battre. Toutefois, ce problème est récurant dans la franchise.
- A partir d'entre la première et deuxième saison, Alex installe dans chaque Royaume de nombreux détecteurs de mouvement, ne semblant détecter que les dragons étrangers aux royaumes. Il n'est jamais précisé quand elle les place, ni comment elle se les ait procurés.
- Dans "Maudite Toile", les dragons des protagonistes combinent tous leurs tirs (respectivement de la foudre pour Tonnerre, de la vapeur pour Wu et Wei, un cri pour Panache, et une flamme verte qui n'apparait qu'à ce moment-là pour Bissocorne) pour former un tir unique après leur "fusion" dans leur point de convergence. En addition de l'impossibilité physique de l'action, une combination de ce type n'est jamais vu autre part qu'à cet instant dans la franchise, les autres actions similaires résultant en une explosion, qui aurait, dans ce cas-ci à bout portant, blessé les tireurs.